# Lotus AmiPro
Lotus Ami Pro (anteriorment Samna Word, Ami) va ser un processador de textos que es va oferir pel sistema operatiu de Microsoft, Windows. Creat per Samna l'any 1987, l'Ami va ser un dels primers processadors de text complets per l'entorn Windows.

## Història
Ami va ser un dels principals competidors dels processadors de textos WordPerfect Corporation WordPerfect (el principal processador de textos en el sistema MS-DOS) i Microsoft Word a finals dels anys 1980 i inicis dels anys 1990. L'any 1990 Samna va ser adquirida per Lotus l'any 1990 i va canviar el nom a Ami Pro.
El 1992 es va publicar la versió 3.0, anticipant-se als seus principals rivals (Word 2.0 i WordPerfect per a Windows).
Característiques que destacaven de l'Ami Pro eren els SmartIcons, que permetia tenir diferents barres d'icones personalitzables; també tenia un editor d'icones per ser usats en les macros; editor d'equacions, diccionaris d'ortografia amb thesaurus, clip-art, taules, dibuix i el programa Adobe Type Manager (podia usar-se fonts Adobe).
IBM va adquirir a Lotus i va substituir l'AmiPro pel Word Pro.
Finalment, cal esmentar que una versió de l'AmiPro, la 3.1, va estar disponible en català.